# فیدلیس گادزاما
فیدلیس گادزاما (انگلیسی: Fidelis Gadzama؛ زادهٔ ۲۰ اکتبر ۱۹۷۹) دونده اهل نیجریه بود.
وی در مسابقات کشوری و بین‌المللی در مجموع برندهٔ ۱ مدال طلا شده‌است.